# Bronces dorados de Cartoceto di Pergola

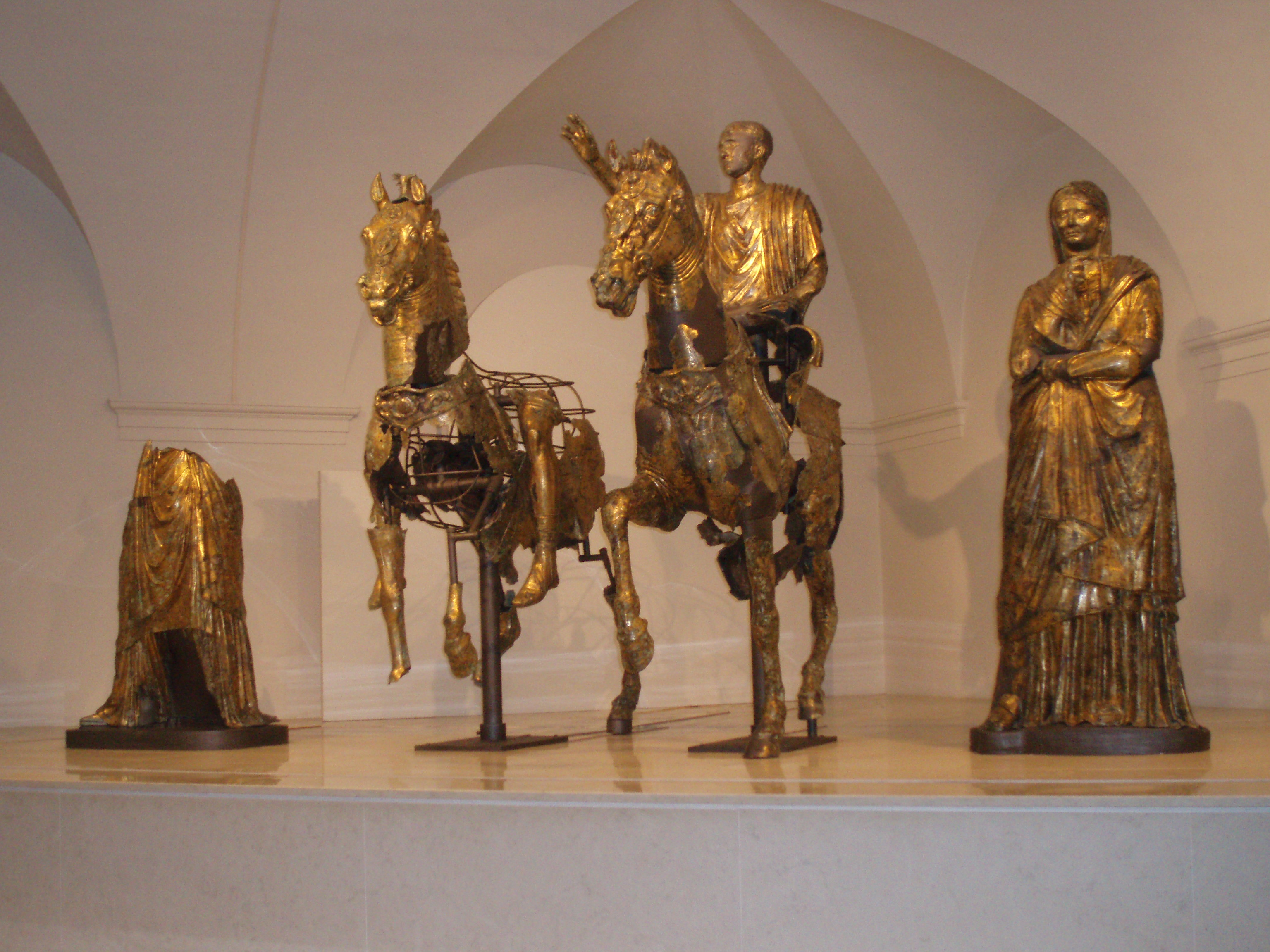
Los bronces dorados de Cartoceto di Pergola.

Los bronces dorados de Cartoceto di Pergola es el único grupo ecuestre romano de bronce dorado conservado. Originalmente estaba compuesto por dos caballos con dos caballeros, de los cuales sólo se conserva uno, flanqueados con dos mujeres a pie.

## Descubrimiento y restauración
En junio de 1946 cientos de piezas de bronce dorado, algunas de las cuales pesaban cientos de kilos, fueron descubiertas en Santa Lucia di Calamello cerca de Cartoceto di Pergola en la provincia de Pesaro y Urbino en Italia. El descubrimiento se atribuye a Giovanni Vernarecci que en su momento era el arqueólogo inspector de Fossombrone y a través de cuyo testimonio escrito se conocen las circunstancias del descubrimiento.
Las piezas fueron recuperadas por Vernarecci y Nereo Alfieri, inspectores regionales de la Soprintendenza alle Antichità delle Marche. La restauración se inició en 1949 y tras varios periodos se dio por concluida en 1988. En total, 318 piezas fueron utilizadas para reconstruir las 4 estatuas del grupo.

## Posición original
El grupo fue recuperado cerca de la intersección entre Vía Flaminia y Vía Salaria Gallica. La localización, alejada del centro urbano ha llevado a la hipótesis de que el grupo fue llevado hasta allí desde una localización distinta en algún momento de la Antigüedad tardía o incluso durante el periodo bizantino si bien también se ha especulado de que podría haber sido el resultado de un damnatio memoriae.
La posición original de los bronces permanece siendo un misterio. La hipótesis más aceptada es que el grupo estaba originalmente localizado en algún área pública, probablemente el foro de alguna ciudad romana cercana al lugar del descubrimiento. Entre las posibles ciudades se encuentran Forum Sempronii (Fossombrone), la cual era la ciudad más próxima al lugar del hallazgo, Sentinum (Sassoferrato) donde se ha documentado la existencia de una fundición de estatuas de considerable tamaño o Suasa donde se han encontrado fragmentos similares de piezas de bronce (los cuales se encuentran actualmente en la Walters Art Gallery en Baltimore).

## Identificación
El grupo está compuesto por dos caballeros, dos mujeres y dos caballos. Los personajes probablemente representen alguna familia senatorial de la época. La identificación de los personajes sigue siendo hoy incierta, aunque varias hipótesis han sido lanzadas. Inicialmente se creyó que el grupo correspondía a la familia de la dinastía Julio-Claudia fechando las estatuas entre el 20 y el 30 después de Cristo. Los caballeros se creyó que podían ser Nerón César y Druso César, los hijos de Julio César Germánico y que las mujeres podían ser Livia Drusila y Agripina la mayor, madre y esposa de Germánico respectivamente.

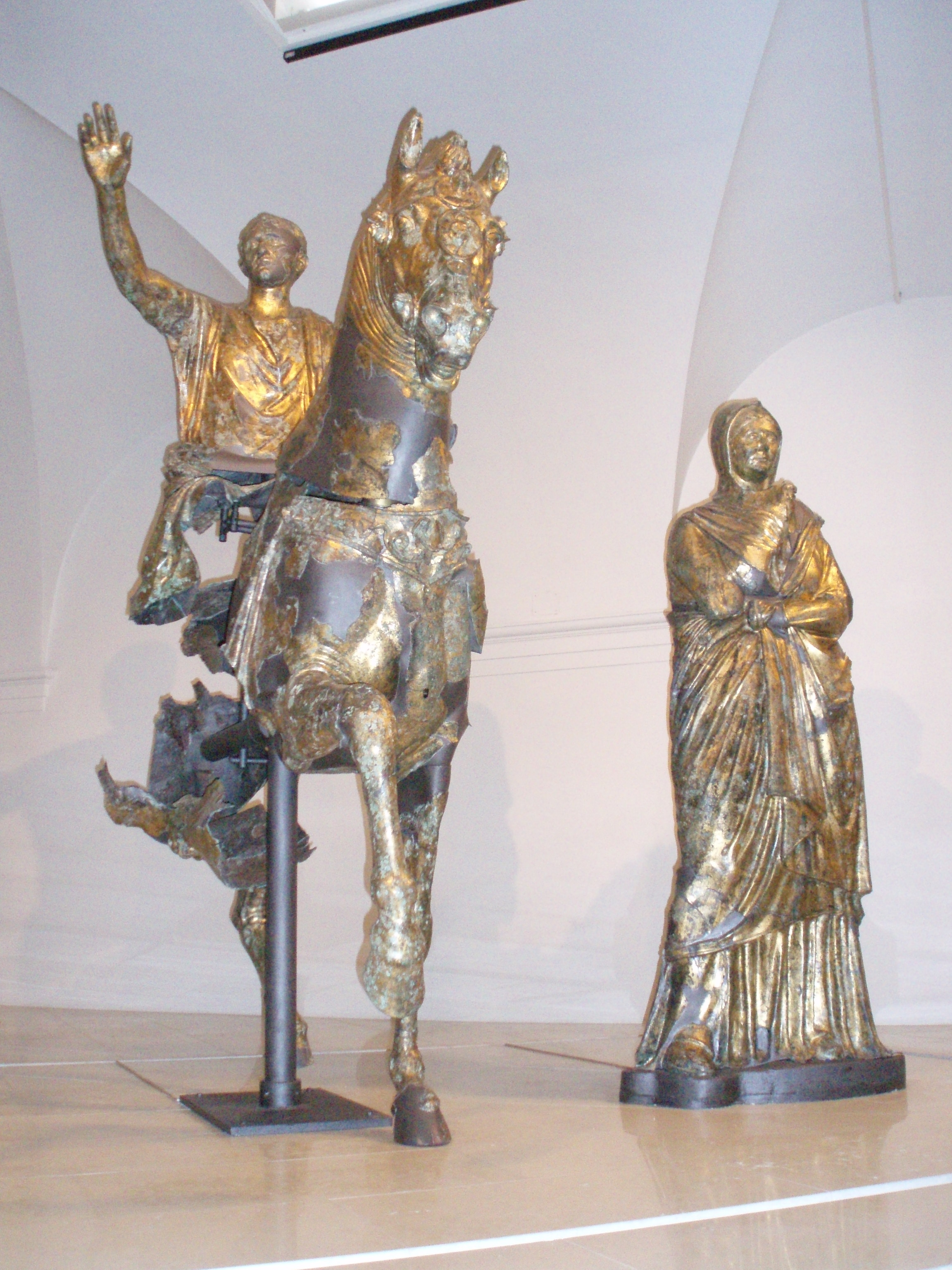
Jinete y anciana de los bronces.

La hipótesis más ampliamente aceptada en la actualidad establece una fecha entre el 50 y el 30 antes de Cristo e identifica a los personajes con alguna de las prestigiosas familias que residían cerca del territorio donde fueron descubiertas las piezas. Varios candidatos han sido propuestos entre ellos la familia de Lucio Domicio Enobarbo, así como la de Marco Satrio, senador y patrón de Sentinum, o la de Lucio Minucio Básilo, el fundador de Cupra Marittima.
Una última hipótesis localiza al grupo en el Hereo de Samos y a los personajes como pertenecientes a la familia de Cicerón, identificando al caballero como el propio Cicerón.
Caballeros
La pieza del caballero mejor conservado corresponde a un hombre de edad madura —unos 40 años—, cuyas prendas le identifican como un militar de alto rango en tiempos de paz, y, además, la posición de su brazo derecho, levantado en símbolo de paz afianza esta suposición. Poco se conserva de la figura del otro caballero.
Mujeres
La mujer en mejor estado de conservación representa a una mujer anciana cuyo peinado de estilo griego, característico de la segunda mitad del siglo I a. C., permitió que el grupo fuera datado. La otra figura de mujer está en peor estado con tan sólo la parte inferior de su cuerpo conservada.
Caballos
Los caballos son representados con una de las patas delanteras levantadas. En sus adornos pectorales se identifican tritones y nereidas, así como caballos de mar y delfines. Los arreos están adornados con metales en los que se identifican varios dioses tales como Júpiter, Venus, Marte y Mercurio.

## Técnica y materiales
Las estatuas fueron confeccionadas utilizando la técnica del moldeo a la cera perdida usando principalmente el cobre con trazas de plomo para posteriormente después de ensambladas recubrir las estatuas con una capa de oro.

## Controversia
Debido a su extraordinaria importancia arqueológica, los bronces han sido objeto de una larga controversia entre la Soprintendenza per i Beni Archeologici delle Marche y la comunidad de Pérgola sobre cuál de las dos instituciones debería conservar los restos y dónde deberían ser conservados, si en el Museo de Marche en Ancona o el Museo del bronce dorado de la ciudad de Pérgola. Eventuálmente se logró un acuerdo para alternar las piezas originales y una copia exacta de las mismas entre los dos lugares.
Otra copia en la que se muestran las piezas en su estado original puede contemplarse en el techo del Palazzo Ferretti, sede del Museo arqueológico nacional de la Marche, como símbolo de la arqueología local.